# Falk Wiesemann
Falk Wiesemann (* 20. Juli 1944 in Fürstenfeldbruck) ist ein deutscher Historiker sowie Akademischer Oberrat und Professor an der Universität Düsseldorf.

## Leben
Nach dem Studium der Geschichte, Germanistik, Politikwissenschaft und Soziologie an der Ludwig-Maximilians-Universität München wurde Wiesemann 1974 mit einer Arbeit über Die Vorgeschichte der nationalsozialistischen Machtübernahme in Bayern 1932/33 promoviert. Von 1974 bis 1978 war er wissenschaftlicher Mitarbeiter am Institut für Zeitgeschichte München. Seit 1979 ist er Akademischer Oberrat am Institut für Geschichtswissenschaften der Universität Düsseldorf. 1998 wurde Wiesemann an der Philosophischen Fakultät in Düsseldorf habilitiert und erhielt die Venia Legendi für „Neuere und Neueste Geschichte“. Er hat Lehraufträge und Gastdozenturen u. a. an den Universitäten von Essen, Köln, Prag und Sheffield wahrgenommen.

## Forschung
Schwerpunkte von Wiesemanns Forschung waren zunächst die deutsche Zeitgeschichte und Sozialgeschichte; in jüngerer Zeit beschäftigt er sich vor allem mit der deutsch-jüdischen Geschichte im 19. und 20. Jahrhundert und der Geschichte der Landjuden.

## Mitgliedschaften und Auszeichnungen
Wiesemann ist Mitherausgeber der „Düsseldorfer Schriften für Neuere Landesgeschichte und Geschichte Nordrhein-Westfalens“. Er ist Vorstandsmitglied des Salomon-Ludwig-Steinheim Instituts in Duisburg, Gründungsmitglied der Gesellschaft zur Erforschung der Geschichte der Juden, Mitglied der Wissenschaftlichen Arbeitsgemeinschaft Deutschland des Leo Baeck Instituts sowie Mitglied des Wissenschaftlichen Boards des Menasseh ben Israel Instituut in Amsterdam.
1998 wurde Wiesemann zum 650-jährigen Bestehen der Prager Karls-Universität die Ehrenmedaille verliehen. 2006 wurde ihm der AJL (Association of Judaica Libraries) Bibliography Award 2005 zuerkannt.

## Publikationen (Auswahl)
- (Herausgeber) Zeugnisse jüdischen Lebens in Niederzissen. Genisa-Funde in der ehemaligen Synagoge. Kultur- und Heimatverein Niederzissen 2012, ISBN 978-3-00-039493-5
- (Herausgeber, mit Jiri Pešek) Blut. Perspektiven in Medizin, Geschichte und Gesellschaft. (= Veröffentlichungen zur Kultur und Geschichte im östlichen Europa, Bd. 38), Klartext, Essen 2011, ISBN 978-3-8375-0503-0
- Judaica bavarica. Neue Bibliographie zur Geschichte der Juden in Bayern. Klartext, Essen 2007, ISBN 978-3-89861-654-6
- (Herausgeber, mit Erika Welkerling) Unerwünschte Jugend im Nationalsozialismus. Jugendpflege und Hilfsschule im Rheinland 1933–1945. (= Düsseldorfer Schriften zur Neueren Landesgeschichte und zur Geschichte Nordrhein-Westfalens, Bd. 75). Klartext, Essen 2005, ISBN 978-3-89861-525-9
- Sepulcra judaica. Bibliographie zu jüdischen Friedhöfen und zu Sterben, Begräbnis und Trauer bei den Juden von der Zeit des Hellenismus bis zur Gegenwart. Klartext, Essen 2004, ISBN 978-3-89861-422-1
- Auch die Angst hat ihre Mode. Die Angst vor dem Scheintod in der Zeit von Aufklärung und Romantik. Klartext, Essen 2004, ISBN 3-89861-018-7
- Bibliographie zur Geschichte der Juden in Bayern. Saur, München u. a. 1989, ISBN 3-598-10832-X
- (Herausgeber) Zur Geschichte und Kultur der Juden im Rheinland. Schwann, Düsseldorf 1985, ISBN 3-590-32009-5
- Die Vorgeschichte der nationalsozialistischen Machtübernahme in Bayern 1932/1933. Duncker & Humblot, Berlin 1975 (Zugleich: Phil. Diss. Universität Düsseldorf 1974), ISBN 3-428-03294-2